# دریناریا
دریناریا (نام علمی: Drynaria) نام یک سرده از تیره بسپایکیان است.